# Paolo Mottadelli
Paolo Mottadelli (Giussano, 7 giugno 1979) è un multiplista italiano, vincitore di sei titoli nazionali nel decathlon.
Vanta sette presenze nella Nazionale di atletica leggera dell'Italia.

## Biografia
Dopo l'inizio della carriera nelle prove multiple, il brianzolo aveva poi abbandonato per darsi all'orientamento e la pallavolo, tornato all'atletica leggera, nel 2011 si è ancora laureato campione italiano a 32 anni, con 7250 punti a Formia.

## Progressione

### Decathlon
| Stagione | Risultato | Luogo               | Data       | Rank. Mond. |
| -------- | --------- | ------------------- | ---------- | ----------- |
| 2011     | 7250      | Formia              | 31/07/2011 |             |
| 2009     | 7462      | Saragozza           | 28/06/2009 |             |
| 2008     | 7079      | Jyväskylä           | 29/06/2008 |             |
| 2007     | 7517      | Padova              | 27/07/2007 |             |
| 2006     | 7532      | Firenze             | 04/06/2006 |             |
| 2005     | 7433      | Salò                | 08/05/2005 |             |
| 2004     | 7552      | Desenzano del Garda | 25/07/2004 |             |
| 2003     | 7455      | Bressanone          | 06/07/2003 |             |
| 2002     | 7423      | Viareggio           | 20/07/2002 |             |
| 2001     | 7255      |                     | 01/01/2001 |             |
| 2000     | 6896      | Milano              | 06/09/2000 |             |
| 1999     | 6883      |                     | 01/01/1999 |             |

## Palmarès
| Anno | Manifestazione                 | Sede      | Evento                     | Risultato | Prestazione | Note  |
| ---- | ------------------------------ | --------- | -------------------------- | --------- | ----------- | ----- |
| 2005 | Coppa Europa di prove multiple | Bydgoszcz | Decathlon (gara a squadre) | 4º        | 6492 pt.    |       |
| 2005 | Universiadi                    | Smirne    | Decathlon                  | 8º        | 7277 pt.    | [ 2 ] |

## Campionati nazionali
- 2004:  Oro ai Campionati italiani assoluti di atletica leggera, decathlon
- 2005:  Oro ai Campionati italiani assoluti di atletica leggera, decathlon
- 2006:  Argento ai Campionati italiani assoluti di atletica leggera, decathlon
- 2007:  Oro ai Campionati italiani assoluti di atletica leggera, decathlon
- 2008:  Oro ai Campionati italiani assoluti di atletica leggera, decathlon
- 2009:  Oro ai Campionati italiani assoluti di atletica leggera, decathlon
- 2011:  Oro ai Campionati italiani assoluti di atletica leggera, decathlon
- 2012:  Argento ai Campionati italiani assoluti di atletica leggera, decathlon